# Placencia Assassins FC
Placencia Assassins Football Club – belizeński klub piłkarski z siedzibą we wsi Placencia, w dystrykcie Stann Creek. Występuje w rozgrywkach Premier League of Belize. Domowe mecze rozgrywa na obiekcie Placencia Football Field.

## Osiągnięcia
- mistrzostwo Belize (1): 2012
- wicemistrzostwo Belize (1): 2015/2016 C
- mistrzostwo Super League of Belize (1): 2011

## Historia
W 2009 roku klub przystąpił do alternatywnej, ogólnokrajowej ligi Super League of Belize, nieadministrowanej przez Belizeński Związek Piłki Nożnej. W swoim trzecim sezonie (2011) wywalczył mistrzostwo Super League. Głównym sponsorem zespołu było wówczas lokalne przedsiębiorstwo Re/Max, zajmujące się sprzedażą nieruchomości. W tekstach można było się wówczas spotkać również z nazwą Placencia Assassin. 
W 2012 roku, po rozwiązaniu Super League, klub przystąpił do nowo powstałych rozgrywek Premier League of Belize. Już w pierwszym sezonie (2012) został jej zwycięzcą i wywalczył swoje pierwsze oficjalne mistrzostwo Belize. W 2013 roku wycofał się z rozgrywek, by powrócić do niej w 2014 roku pod nazwą Placencia Texmar Assassins. Po kilkunastu miesiącach powrócił do nazwy Placencia Assassins.
W 2018 roku klub użyczył na rok swoją licencję zespołowi Altitude FC. Po upływie czasu dzierżawy Altitude uzyskał własną licencję, a Placencia Assassins został reaktywowany i po raz drugi powrócił do rozgrywek Premier League.

## Trenerzy
- Darren Hinds (2011)[7]
- David „Rat” Torres (2012)[3]
- Hilberto Muschamp (2014–2015)[8][9]
- Robert Muschamp (2015)[10]